# Doleschallia pratipa
Doleschallia pratipa är en fjärilsart som beskrevs av Felder 1860. Doleschallia pratipa ingår i släktet Doleschallia och familjen praktfjärilar. Inga underarter finns listade i Catalogue of Life.